# Jotunheimen
El Jotunheimen (pronunciación en noruego: /ˈjôːtʉnˌhæɪmn̩/; el hogar de los  Jötunn) es un macizo montañoso de la parte sur Noruega, parte de la larga cordillera de los Alpes escandinavos que comprende apximadamente unos 3500 km². Las 29 montañas más altas de Noruega se encuentran todas en Jotunheimen, incluida la más alta: Galdhøpiggen (2469 m). Jotunheimen se extiende a ambos lados de la frontera entre los condados de Innlandet y Vestland (antiguas Oppland y Sogn og Fjordane).
Jotunheimen es muy popular entre los excursionistas y escaladores, y la Asociación Noruega de Turismo de Montaña mantiene una serie de albergues de montaña en el área, así como senderos señalizados que discurren entre los albergues y otros que suben a algunos de los picos. 
La imagen de Gjende muestra un acantilado que desciende hacia el lago. En su base hay una popular casa de huéspedes llamada Memurubu. La foto está tomada desde Gjendesheim, un punto de partida para hacer senderismo en la cordillera. Hay un sendero muy popular a lo largo de Besseggen que sigue el borde de la cadena montañosa a la derecha, del que recibe su nombre. 
Hay una ruta turística nacional, la carretera Sognefjell, de Skjolden a Lom y otra carretera, la RV 51, de Gol a Vågå a través del área especial de Valdresflya.

## Etimología
Originalmente no existía un nombre común para esta gran área montañosa. Sin embargo, en 1820, el geólogo y alpinista noruego Baltazar Mathias Keilhau propuso el nombre Jotunfjeldene "las montañas del Jotnar" (inspirado en el nombre alemán Riesengebirge). Más tarde, el poeta Aasmund Olavsson Vinje lo cambió a Jotunheimen en 1862; este nombre se inspiró directamente en el nombre Jötunheimr en la mitología nórdica.

## Geología
Jotunheimen es una montaña residual, que es una masa de roca que se ha mantenido en su lugar a medida que se erosiona el relieve circundante. Las cimas de Dovrefjell y Jotunheimen y otras partes del sur de Noruega son los pocos restos de una superficie anteriormente plana que existía en Noruega antes del levantamiento. Esta superficie ahora está muy erosionada y deformada. Dicha erosión formó una serie de escalones y es desde el más alto de estos escalones desde el que se eleva Jotunheimen.

## Parque nacional Jotunheimen
Jotunheimen contiene el parque nacional Jotunheimen, que fue establecido en 1980 y cubre un área de 1.151 km². La cordillera de Hurrungane también se encuentra dentro del parque nacional con los picos más agudos de Jotunheimen. Junto a la frontera del parque nacional se encuentra la Reserva Natural de Utladalen, que cubre el valle de Utladalen y la montaña Falketind, entre otros. 
Según el antropólogo Shoshi Parks, “Tres parques nacionales convergen en esta región de Noruega, pero Jotunheimen es, con mucho, el más espectacular, con 250 picos de más de 1.900 metros de altura, incluidos dos de los más altos del norte de Europa (Galdhøpiggen y Glittertind), ”

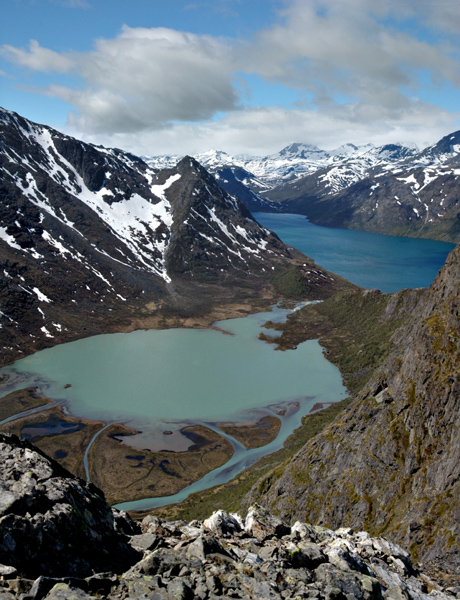
Vista desde Knutshøi hacia el centro de Jotunheimen

## Presencia humana
El zapato de Jotunheimen fue descubierto en agosto de 2006. Los arqueólogos estiman que el zapato de cuero se fabricó entre 1800 y 1100  a. C., lo que lo convierte en la prenda de vestir más antigua descubierta en Escandinavia. Fue descubierto junto con varias flechas y una pala de madera, lo que llevó a los arqueólogos a concluir que habían desenterrado un importante terreno de caza. 
En febrero de 2020, los investigadores del Programa Secretos del Hielo descubrieron una punta de flecha vikinga de 1.500 años de antigüedad que se remonta a la Edad de Hierro germánica y que se encontró en un glaciar en el sur de Noruega debido al deshielo causado por el cambio climático en las montañas Jotunheimen. La punta de flecha hecha de hierro fue encontrada con su eje de madera agrietado y una pluma, tiene 17 cm de largo y pesa sólo 28 gramos.

## Tráfico

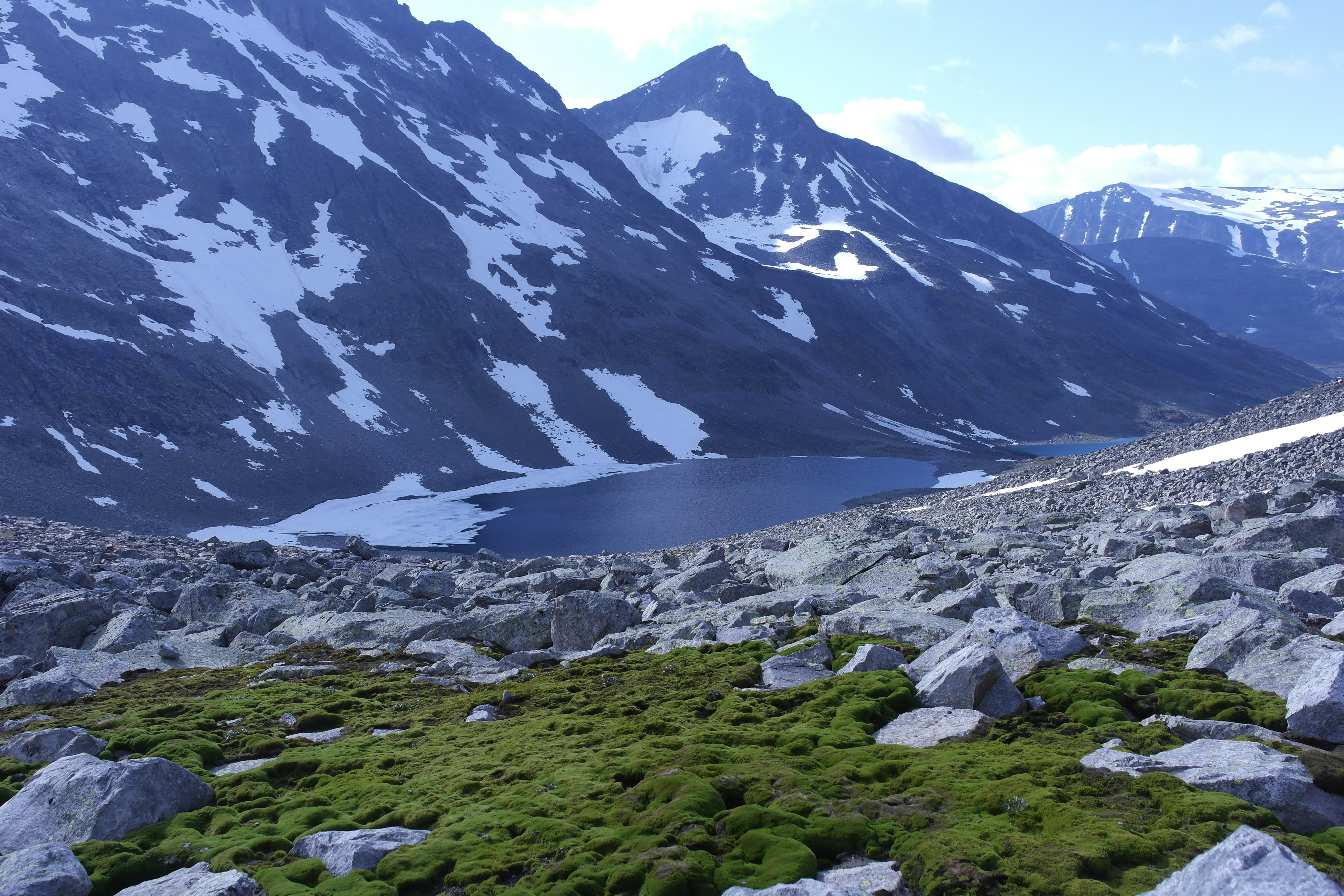
Urdadalen

A pesar de la gran superficie de Jotunheimen, hay pocas carreteras para el tráfico de coches. Entre Jotunheimen y Breheimen, la meseta es atravesada por la carretera provincial noruega 55. Al oeste, la carretera continúa más allá de Skjolden a través de Sogndalsfjøra, Balestrand y Høyanger hasta la ruta europea E39. En el este, la carretera conduce a Lom. Algunos pequeños caminos de tierra conducen a diferentes partes del borde del parque nacional Jotunheimen, aunque la zona del parque nacional en sí prácticamente no tiene carreteras. Una pequeña excepción, sin embargo, es un camino sin salida en el valle Veodalen hacia Glitterheim, cuya cabecera se encuentra dentro de la zona del parque nacional cerca del Glittertind.

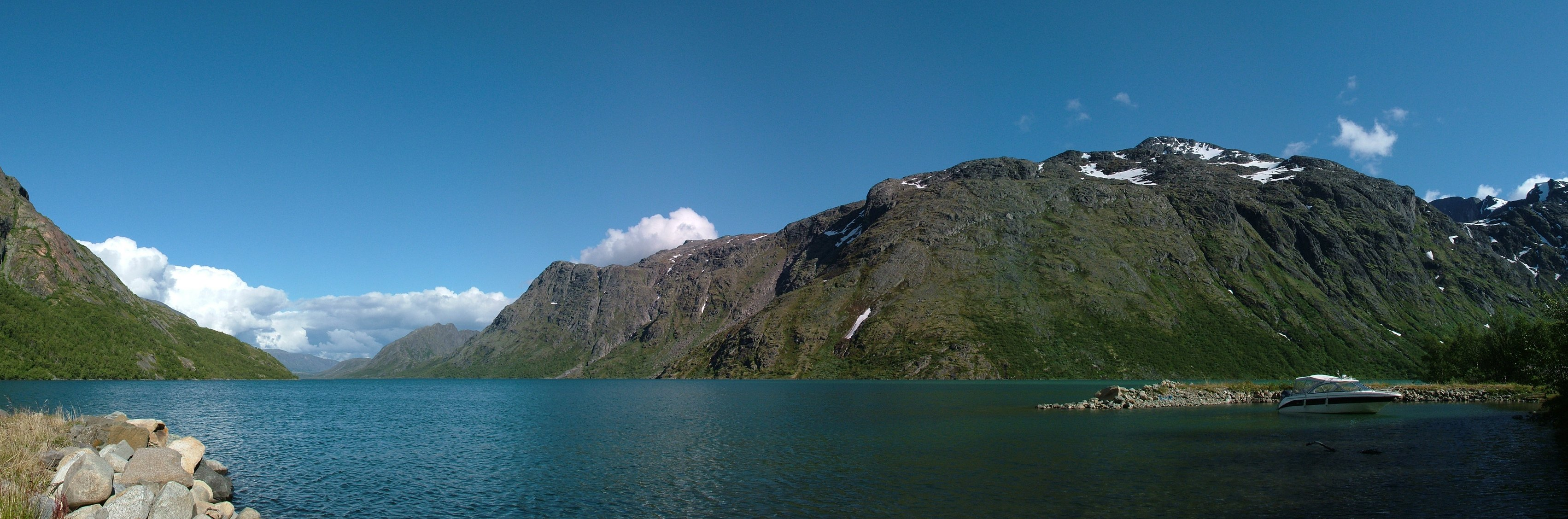
En Memurubu, con vistas al lago Gjende hacia Gjendebu